# Kościół św. Apostoła Szymona i Judy Tadeusza w Zarębach Kościelnych

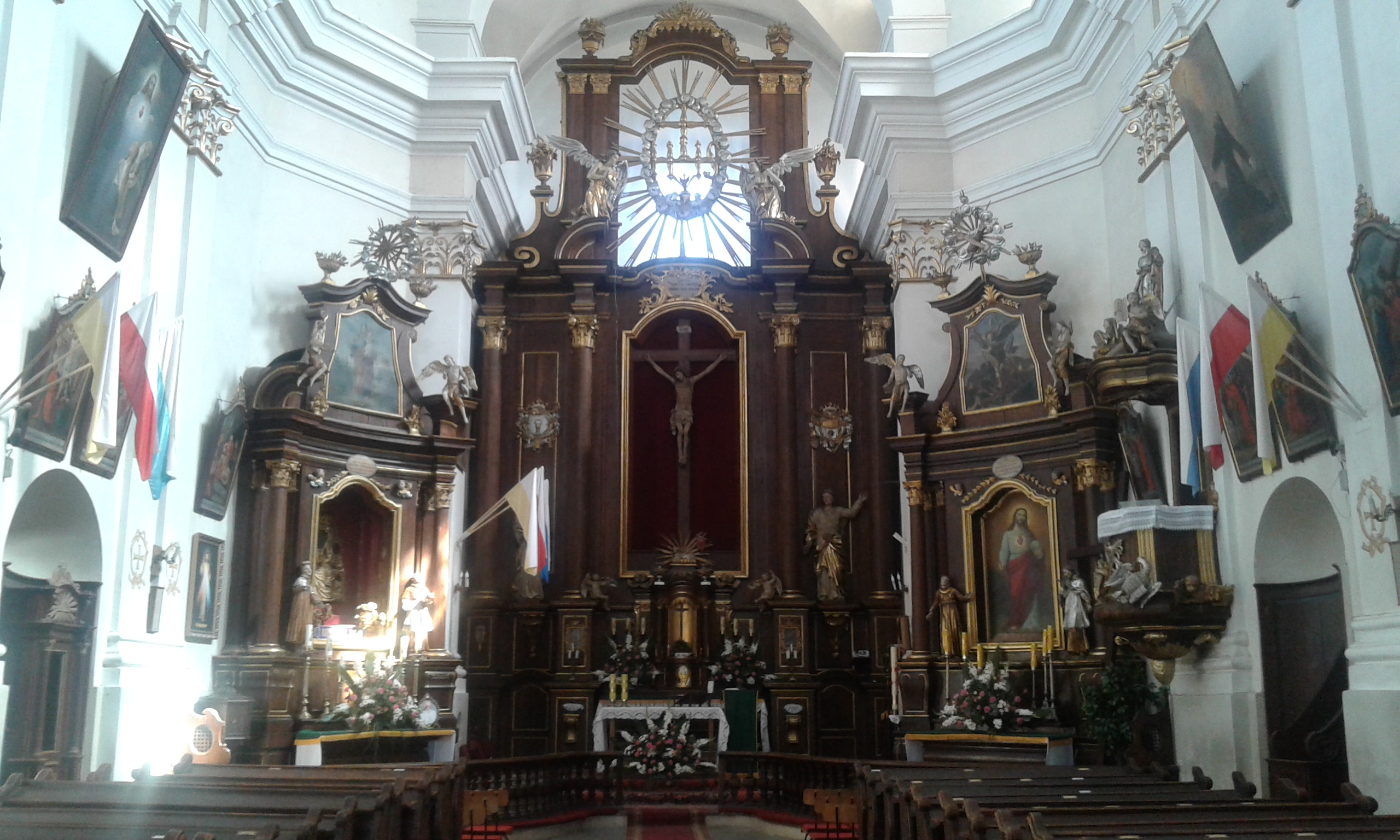
Ołtarz kościoła św. Apostoła Szymona i Judy Tadeusza w Zarębach Kościelnych

Kościół św. Apostoła Szymona i Judy Tadeusza w Zarębach Kościelnych (dawniej pw. Imienia Jezus) – zabytkowy kompleks klasztorny (poreformacki) będący przykładem skromnej, prowincjonalnej architektury późnobarokowej. W skład zespołu wchodzą: odnowiony barokowy kościół z 1755r., przylegający do południowej elewacji kościoła klasztor z wirydarzem pośrodku, oraz dziedziniec przed kościołem, otoczony XVIII-wiecznym murem z bramą.

## Historia
Fundatorem klasztoru i kościoła reformatów pw. Najświętszego Imienia Jezus i św. Ap. Szymona i Judy Tadeusza był Szymon Zaremba, kasztelan konarski-sieradzki. Cały kompleks klasztorny został wybudowany na jego ziemiach w latach 1761-1774. Sam kościół wzniesiono w 1765 roku. Na dziedzińcu kościoła stanęła kapliczka w formie kolumny toskańskiej (1805 r.).
Podczas powstania styczniowego, miejscowy kościół stanowił punkt zborny dla oddziałku płk. Ignacego Mystkowskiego, o czym przypomina pamiątkowa tablica. Po upadku powstania, w następstwie represji carskich, klasztor w Zarębach został zlikwidowany (1866 r.), a zakonników wypędzono do Pińczowa. Kościół odrestaurowano w 1904 roku. Natomiast kościół poreformacki został wyremontowany w latach 1992-94 dzięki staraniom proboszcza, ks. Kazimierza Chodźki. Dziś ponownie pełni funkcje sakralne.
Co roku, z okazji święta Wojska Polskiego, na polach za terenem kościoła odbywa się defilada kawalerii.